# كريستين لاغارد
كريستين مادلين أوديت لاغارد (الاسم قبل الزواج: كريستين لالويت؛ وُلدت في 1 يناير 1956) هي سياسية ومحامية فرنسية تعمل رئيسة للبنك المركزي الأوروبي منذ نوفمبر 2019. وقبل ذلك، كانت تشغل منصب رئيس صندوق النقد الدولي (إي إم إف) ومديره العام (إم دي) في الفترة بين يوليو 2011 ونوفمبر 2019.
شغلت لاغارد في السابق عدة مناصب وزارية عليا في حكومة فرنسا: فقد كانت وزيرة المالية والشؤون الاقتصادية والصناعية (2007-2011)، ووزيرة الزراعة والصيد (2007)، ووزيرة التجارة (2005-2007). تُعتبر لاغارد أول امرأة تتولى منصب وزير مالية في اقتصاد دول مجموعة الثمانية (وكانت المرأة الوحيدة في عام 2019)، وهي أول امرأة تتولى رئاسة البنك المركزي الأوروبي أو صندوق النقد الدولي. تُعتبر لاغارد، بصفتها محامية مرموقة في مجال مكافحة الاحتكار وقانون العمل، أول رئيسة لكبرى شركات القانون الدولي، بيكر أند ماككينزي، وذلك في الفترة بين عامي 1999 و 2004. في 16 نوفمبر 2009، صنفتها صحيفة فاينانشيال تايمز كأفضل وزير للمالية في منطقة اليورو.
في 28 يونيو 2011، عُينت لاغارد مديرًا عامًا جديدًا لصندوق النقد الدولي لفترة خمس سنوات تبدأ من يوم 5 يوليو 2011 لتحل محل دومينيك ستراوس كان. يُعتبر تعيينها التعيين الحادي عشر على التوالي لتولي شخصية أوروبية رئاسة صندوق النقد الدولي. أُعيد انتخابها بتوافق الآراء لفترة ثانية مدتها خمس سنوات تبدأ من يوم 5 يوليو 2016، باعتبارها المرشحة الوحيدة للمنصب. في ديسمبر 2016، أدانتها محكمة فرنسية بالإهمال فيما يتعلق بدورها في قضية بيرنارد تابي، ولكنها لم تتعرض لعقوبة. في عام 2018، صنفتها مجلة فوربس في المرتبة الثالثة في قائمة أكثر 100 امرأة نفوذًا في العالم.

## نشأتها المبكرة وتعليمها
وُلدت لاغارد في باريس، فرنسا لعائلة تعمل في التدريس. كان والدها، روبرت لالويت، أستاذًا للغة الإنجليزية؛ وكانت والدتها نيكول كاري مدرّسة آداب لاتينية ويونانية وفرنسية. قضت لاغارد وإخوتها الثلاثة، وجميعهم أصغر منها سنًا، طفولتهم في لوهافر. في لوهافر التحقت لاغارد بمدرسة فرانسوا (حيث كان يدّرس ابوها) ومدرسة كلود مونيه. في فترة المراهقة، كانت لاغارد عضوًا في الفريق الوطني الفرنسي للسباحة المتزامنة. بعد أن حصلت على الشهادة الثانوية سنة 1973، ذهبت في منحة الخدمة الميدانية الأمريكية إلى مدرسة هولتون آرمز في بيثيسدا، ماريلاند. خلال عامها في الولايات المتحدة، تدربت لاغارد في كابيتول الولايات المتحدة كمساعدة للنائب ويليام كوهين، إذ ساعدته على مراسلة الناخبين الناطقين بالفرنسية في ولاية مين الشمالية أثناء جلسات الاستماع الخاصة بفضيحة ووترغيت. تخرجت من جامعة غرب باريس نانتير لاديفونس، حيث حصلت على درجة الماجستير في اللغة الإنجليزية وفي قانون العمل والقانون الاجتماعي. وهي أيضًا حاصلة على درجة الماجستير من معهد الدراسات السياسية آكس أون بروفانس. منذ عام 2010، ترأست لاغارد مجلس إدارة المعهد. كما استعدّت لامتحان القبول في المدرسة الوطنية للإدارة بفرنسا، ولكنها لم تتمكن في نهاية المطاف من الالتحاق بها.

## سيرتها الوزارية
أعطت لاغارد الأولوية، بوصفها وزيرة التجارة الفرنسية بين عام 2005 ومايو 2007، لفتح أسواق جديدة لمنتجات البلاد، مع التركيز على قطاع التكنولوجيا. وفي 18 مايو 2007، عُينت وزيرة للزراعة في إطار حكومة فرنسوا فيون. في الشهر التالي انضمت إلى وزارة فرنسوا فيون كوزيرة للمالية والشؤون الاقتصادية والصناعية. كانت لاغارد العضو الوحيد في السلك السياسي الفرنسي الذي أدان التصريحات العنصرية التي أدلى بها جان بول غورلين في عام 2010.

## صندوق النقد الدولي

### التعيين
في 25 مايو 2011، أعلنت لاغارد عن ترشحها لرئاسة صندوق النقد الدولي لخلافة دومينيك ستراوس كان بعد استقالته. حظي ترشيحها بدعم حكومات بريطانيا والهند والولايات المتحدة والبرازيل وروسيا والصين وألمانيا. ترشح أيضًا محافظ البنك المكسيكي (ووزير المالية المكسيكي السابق) أوغستين كارستنس لهذا المنصب. وقد حظى ترشيح أوغستين كارستنس بتأييد العديد من حكومات أمريكا اللاتينية، فضلًا عن تأييد حكومات إسبانيا وكندا وأستراليا.
في 28 يونيو 2011، انتخب مجلس إداراة صندوق النقد الدولي لاغارد لتكون المدير العام والرئيس المقبل للصندوق لفترة خمس سنوات تبدأ من يوم 5 يوليو 2011. أثنى المجلس التنفيذي لصندوق النقد الدولي على كلا المرشحين لكونهما من ذوي الكفاءات العالية، لكنه اتخذ بالإجماع القرار باختيار لاغارد. أصبحت لاغارد أول امرأة تُنتخب رئيسة لصندوق النقد الدولي. كان كارستنس -في حالة اختياره- سيصبح أول غير أوروبي يُنتخب لذلك المنصب. جاء تعيين لاغارد في ظل اشتداد أزمة الديون الأوروبية وخاصة في اليونان، مع اقتراب مخاوف العجز عن سداد القروض. أيدت الولايات المتحدة، على وجه الخصوص، قرار تعيينها في ضوء هشاشة الوضع الاقتصادي في أوروبا.
صرح وزير خزانة الولايات المتحدة تيموثي غايتنر أن «موهبة لاغارد الاستثنائية وخبرتها الواسعة ستوفر قيادة بالغة القيمة لهذه المؤسسة الحيوية في ظل وقت حرج بالنسبة للاقتصاد العالمي». أشار نيكولا ساركوزي إلى تعيين لاغارد باعتباره «انتصارًا لفرنسا». وصفت منظمة أوكسفام، وهي منظمة خيرية تعمل في البلدان النامية، عملية التعيين بأنها «هزلية»، وجادلت فيما اعتبرته افتقارًا للشفافية بأنه يضر بمصداقية صندوق النقد الدولي.
في 17 ديسمبر 2015، صرح ميشيل سابين، وزير المالية الفرنسي، بأن لاغارد من الممكن أن تبقى على رأس صندوق النقد الدولي، على الرغم من اتهامها بالإهمال الجنائي. وعلى مدى الفترة التي قضتها في صندوق النقد الدولي، استُبعدت لاغارد نفسها، على نحو متكرر، من سباقات تأمين منصب أعلى في أوروبا، بما في ذلك مناصب رئيس المفوضية الأوروبية أو رئيس البنك المركزي الأوروبي. ومع ذلك، في 2 يوليو 2019، رُشحت لاغارد لتكون الرئيس المقبل للبنك المركزي الأوروبي، خلفًا لماريو دراغي. قدمت لاغارد، تبعًا لذلك، استقالتها كمديرة عامة للصندوق.

## روابط خارجية
- كريستين لاغارد على موقع IMDb (الإنجليزية)
- كريستين لاغارد على موقع الموسوعة البريطانية (الإنجليزية)
- كريستين لاغارد على موقع مونزينجر (الألمانية)
- كريستين لاغارد على موقع إن إن دي بي (الإنجليزية)
- كريستين لاغارد على موقع قاعدة بيانات الفيلم (الإنجليزية)